# Обандо, Хосе Мария
Хосе Мария Рамон Обандо дель Кампо (исп. José María Ramón Obando del Campo, 8 августа 1795 — 29 апреля 1861) — южноамериканский военный и политический деятель.

## Биография
Хосе Мария родился в 1795 году в Коринто у матери-одиночки Аны Марии Креспо, и был крещён как Хосе Мария Рамон Ирагорри Креспо. В тогдашнем обществе церковные власти не могли позволить матери-одиночке растить ребёнка, и два года спустя он был передан в креольскую семью Хуану Луису Обандо-дель-Кастильо-и-Фриас и Антонии дель Кампо-и-Лопес, которые вырастили его как собственного сына и дали мальчику собственные фамилии. Так как они были верными подданными испанской короны, то после революционных событий в Новой Гранаде семье в 1811 году пришлось бежать на юг в Пасто.
В Пасто Хосе Мария Обандо вступил в армию генерала Себастьяна де ла Кальсада, и в 1819 году на стороне роялистов сражался против войск Симона Боливара. В 1822 году он сменил сторону, и стал делать карьеру в армии революционеров.
В 1826 году генерал Сантандер назначил Обандо военным и гражданским главой Пасто, а Боливар произвёл его в полковники, но в 1827 году Обандо ушёл в отставку с этого поста.
В 1828 году Боливар объявил себя диктатором, и издал новую конституцию, нацеленную на создание централизованного государства. В ответ Обандо вместе с генералом Лопесом подняли восстание в Тимбио. 12 ноября 1828 года их войска захватили Попаян, вынудив Боливара подписать с ними соглашение, в соответствии с которым Обандо стал генералом и был назначен генерал-комендантом департамента Каука.
В 1830 году Боливар ушёл в отставку с поста президента. Политический вакуум привёл в сентябре к перевороту, осуществлённому генералом Урданетой. 10 ноября 1830 года Обандо собрал в Буге Ассамблею, которая призвала к борьбе с диктатурой. В феврале 1831 года объединённые силы Обандо и Лопеса перешли в наступление, и Урданета согласился на мирные переговоры, вернув в конце апреля власть законному президенту.
Вакуум власти привёл к развалу Великой Колумбии, и 15 ноября 1831 года была собрана Конституционная Ассамблея, чтобы создать новую Конституцию для территории, являвшейся Департаментом Кундинамарка в составе бывшей Великой Колумбии. На период написания конституции Ассамблея решила создать временное правительство, и избрала Обандо вице-президентом. В связи с тем, что президента в этот момент не было, то Обандо стал и. о. президента. В этом качестве Обандо ввёл 29 февраля 1832 года в действие новую конституцию; в соответствии с ней название страны было изменено на Республика Новая Гранада. Конституционная Ассамблея также избрала президентом Франсиско Сантандера, но так как тот в это время находился в изгнании в Нью-Йорке, то власть осталась в руках Обандо. На первых официальных выборах он вновь баллотировался на пост вице-президента, но избиратели решили, что лучше пусть на этом посту будет гражданский человек, и 10 марта 1832 года Обандо передал полномочия Хосе Игнасио де Маркесу, а сам стал министром обороны.
Конгресс новообразованного государства Эквадор издал декрет об аннексии провинции Каука. В ответ ассамблея Новой Гранады издала Декрет о территориальной целостности, и отправила генерала Лопеса на эквадорский фронт. Лопес сумел защитить провинции Чоко и Попаян, однако Каука и Буэнавентура остались в руках эквадорцев. Маркес был вынужден отправить на юг и Обандо с 1500 солдатами; эти силы сумели занять Попаян и Пасто.
На президентских выборах 1837 года Обандо получил 536 голосов выборщиков, а Маркес — 616. Отсутствие значительного преимущества у победителя вынудило передать вопрос на рассмотрение Конгрессу, где «федералисты», не поддерживающие проболиварианские взгляды Обандо, отдали предпочтение Маркесу.
В 1839 году Конгресс издал закон о ликвидации мелких церковных владений в провинции Пасто, что привело там к народному восстанию. Ведущий частную жизнь Обандо пытался остаться в стороне, и даже уехал в Боготу, но один из арестованных повстанцев — бывший солдат Обандо — дал показания, что именно Обандо отдал в 1830 году приказ об убийстве Сукре, и на основе этих показаний суд Пасто выдал ордер на арест Обандо. Дело явно выглядело политическим (Обандо являлся наиболее популярным кандидатом на следующих президентских выборах), поэтому Обандо вернулся в Пасто и поднял восстание, объявив себя «высшим военачальником в Пасто, главнокомандующим армии восстановления порядка и защитником религии Христа». Его призыв к возврату к ценностям федерализма широко распространился по стране, и вскоре 12 из 20 провинций Новой Гранады контролировались людьми, также взявшими себе титулы «высших начальников», поэтому этот конфликт стал известен как «Война Высших» (исп. guerra de los Supremos). Однако «Высшие» дрались каждый за себя, и поэтому правительство смогло выстоять. С помощью старого врага Обандо — эквадорского президента Флореса — восстание Обандо было подавлено. Лишившись лидера, прочие «Высшие» также были разгромлены один за другим.
Обандо бежал в Перу, где его хорошо принял президент Торрико, но вскоре тот был свергнут Хуаном Франсиско де Видалем, администрация которого решила удовлетворить новогранадский запрос на экстрадикцию Обандо. Тогда Обандо бежал в Чили под защиту президента Мануэля Бульнеса.
1 января 1849 года президент Новой Гранады Москера объявил амнистию для тех, кто обвинялся в политических преступлениях. 13 марта Обандо вернулся в Новую Гранаду. Вскоре президентом страны был избран его старый соратник Лопес, который назначил Обандо губернатором провинции Картахена-де-Индиас. Год спустя Обандо вернулся в столицу, и был избран в Палату представителей от провинции Богота.
Перед президентскими выборами 1853 года Колумбийская либеральная партия раскололась на три фракции, одна из которых выдвинула Обандо своим кандидатом в президенты. Колумбийская консервативная партия не стала выставлять на этих выборах своего кандидата, и Обандо победил, набрав 1.548 голосов. Став президентом, Обандо первым делом ввёл в действие новую Конституцию (разработанную ещё в 1851 году), которая была революционной для Латинской Америки — она отменяла рабство, вводила прямые выборы всех уровней власти, объявляла свободу совести, отделяла церковь от государства и т. п.
Тем временем страна оказалась расколотой ещё и по экономическому признаку: промышленники требовали подъёма импортных тарифов, чтобы стимулировать внутреннее производство, в то время как представители торгового капитала этому препятствовали. Обандо поддержал промышленников, и потерял поддержку преобладавших в столице «торговцев» (в том числе и поддержку внутри собственной партии). 17 апреля 1854 года к президенту Обандо явился командующий армией провинции Кундинамарка генерал Хосе Мария Мело, и призвал его распустить правительство и ввести диктатуру, чтобы навести порядок в стране. Обандо, всю жизнь боровшийся против диктатур, отказался, был смещён со своего поста и отправлен под арест вместе с большинством членов своего кабинета и многими конгрессменами. Вице-президент Хосе де Обальдия, бежавший в Ибаге, возглавил правительство в изгнании. В стране началась гражданская война, которую Мело проиграл. Собравшийся в Ибаге Конгресс 22 сентября 1854 года объявил Обандо импичмент за неспособность предотвратить переворот, и формально отстранил его от власти, признав Обальдию и. о.президента до конца его срока.
Погиб в 1861 году.